# André Lite
André Lite Asebea est un homme politique congolais né le 3 mai 1979 à Wamba (Haut-Uele). Il est ministre des Droits humains dans le gouvernement Ilunga entre septembre 2019 et avril 2021. Il est également député de la circonscription de Wamba depuis janvier 2019.

## Biographie
André Lite Asebea naît le 3 mai 1979 à Wamba, dans la province du Haut-Uele. Il étudie à l'université de Lubumbashi où il obtient une licence en droit. Il détient également un diplôme LLM en droit international humanitaire de l'université de Pretoria (Afrique du Sud), ainsi qu'un master en droit international et comparé de l'environnement de l'université de Limoges (France).
André Lite est secrétaire général adjoint du parti lumumbiste, kabiliste et souverainiste congolais, la Convention des congolais unis, jadis connu sous l’appellation Mouvement national congolais-Lumumba.
Entre 2012 et 2014, il est nommé conseiller en communication au ministère des Médias.
Candidat lors des élections législatives de 2018, il est élu député dans la circonscription de Wamba, et prend ses fonctions le 28 janvier 2019. À la suite de l'élection de Félix Tshisekedi à la présidence, il est nommé ministre des Droits humains dans le gouvernement Ilunga le 2 août 2019, et prend ses fonctions le 9 septembre, succédant à Marie-Ange Mushobekwa.
En août 2021, Lite est accusé dans une affaire de détournement de fonds (à hauteur de 21000 dollars). Ces fonds visaient à dédommager les habitants de Kisangani à la suite de l'invasion et des combats entre les armées rwandaise et ougandaise en 1999 lors de la deuxième guerre du Congo. Le gouverneur Louis-Marie Wale Lofungola est aussi accusé.